# Удгам Сінґг (хокеїст на траві)
Удгам Сінґг (4 серпня 1928 — 23 березня 2000) — індійський хокеїст на траві.
Олімпійський чемпіон 1952, 1956, 1964 років, срібний призер 1960 року.
Срібний призер Азійських ігор 1958 року.